# Alexander Andrejewitsch Iossa

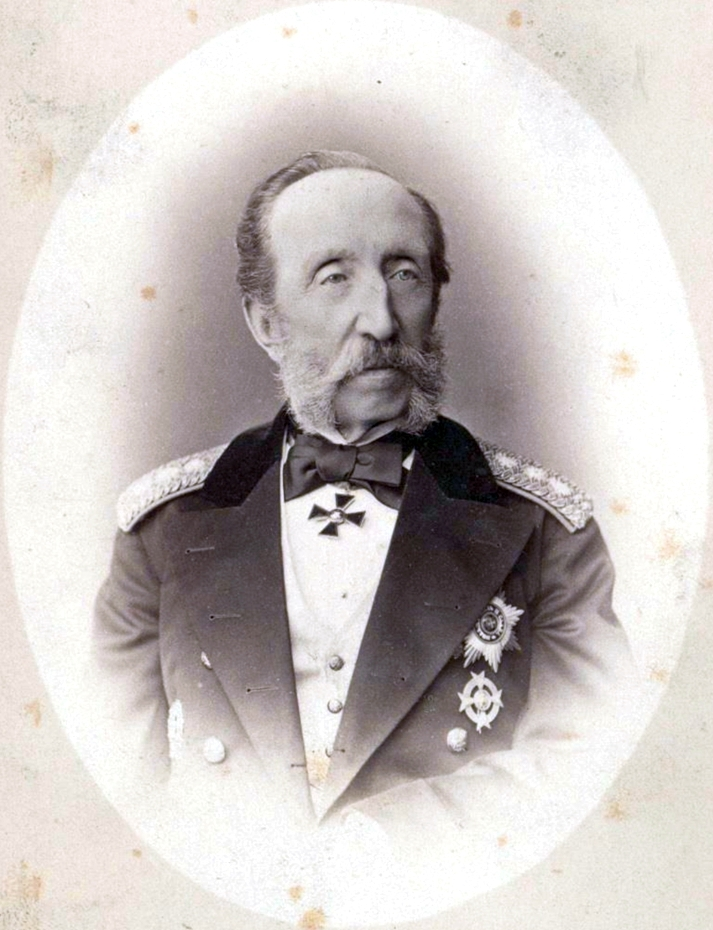
Alexander Andrejewitsch Iossa

Alexander Andrejewitsch Iossa (russisch Александр Андреевич Иосса, wiss. Transliteration Aleksandr Andreevič Iossa; * 19. Dezemberjul. / 31. Dezember 1810greg. in Bogoslowsk; † 2. Januarjul. / 14. Januar 1894greg. in St. Petersburg) war ein russischer Bergbauingenieur und Metallurg.

## Leben
Iossa, Sohn des eingewanderten deutschen Berg-Probierers und thüringischen Schichtmeisters Andrei Grigorjewitsch Iossa (* 1777 in Hessen-Darmstadt), wuchs in der Bogoslowsker Kupferhütte auf. Er studierte an dem Bergbau-Kadetten-Korps-Institut (St. Petersburger Staatliche Bergbau-Universität) mit Abschluss 1829.
1829–1870 arbeitete Iossa im Ural in den Metallurgie-Werken in Kuschwa, Satka, Arti, Wotkinsk und Slatoust. 1849 wurde er Leiter des Metallurgie-Werkes in Wotkinsk. Dort sammelte er Erfahrungen mit der Bessemerbirne, analysierte das Puddelverfahren und trug zur Eröffnung der Wotkinsker Bergbau-Hochschule bei. 1851–1855 war er Chef des Slatouster Bergamtbezirks (nach P. P. Anosow). 1855 wurde er Bergbau-Abteilungsleiter der Kamsko-Wotinsk-Werke. 1863–1870 war er als Nachfolger Friedrich von Völkners Generaldirektor aller Ural-Werke, darunter auch Panzerung- und Kanonen-Fabriken.
Iossa führte technische Verbesserungen ein und erfüllte Sonderaufträge. So konnte er dank seines verbesserten Verfahrens Eisen höchster Qualität liefern, als 1857–1858 von D. I. Schurawski, P. P. Melnikow und K. A. Thon die Neugestaltung des Turmhelms der Peter-und-Paul-Kathedrale der Peter-und-Paul-Festung in St. Petersburg durchgeführt und dessen Holzkonstruktion durch eine Metallkonstruktion ersetzt wurde. Dafür erhielt Iossa vom Zaren einen Brillantring mit Monogramm.
Ab 1870 arbeitete er für das Bergamt als Mitglied des Bergbaurates und des Wissenschaftlichen Bergbau-Komitees, dessen Vorsitzender er 1883 wurde. 1874 erhielt er die Ehrenmitgliedschaft der Kaiserlichen St. Petersburger Mineralogischen Gesellschaft. Er veröffentlichte Aufsätze über die Metallurgie des Eisens in der Bergbau-Zeitschrift. Er war Ehrenmitglied der Russischen Technischen Gesellschaft und Mitglied der Ural-Gesellschaft der Freunde der Naturwissenschaften. 1889 wurde er Wirklicher Geheimrat.
Iossa wurde auf dem orthodoxen Smolensker Friedhof in St. Petersburg begraben. Er war der jüngere Bruder von Grigori Andrejewitsch Iossa und Vater von Nikolai Alexandrowitsch Iossa.

## Ehrungen
- Orden des Heiligen Wladimir 2. und 3. Klasse
- Kaiserlich-Königlicher Orden vom Weißen Adler
- Russischer Orden der Heiligen Anna 2. und 3. Klasse
- (russischer) Sankt-Stanislaus-Orden 3. Klasse